# Alina (Kolumbowie)
Alina – jedna z postaci występujących w powieści Romana Bratnego Kolumbowie. Rocznik 20.
Alina jest siostrą Kolumba. Chcąc zdobyć "lepsze" dokumenty, zawiera fikcyjny związek małżeński z Jerzym.
Ginie w niewyjaśnionych okolicznościach w powstaniu warszawskim w 1944 roku.